# Tyeja
Tyéj házcsoport románul: Cheile Cibului, falu Romániában, Erdélyben, Fehér megyében.

## Fekvése
Cseb (Cib) mellett fekvő település.

## Története
Tyéj házcsoport (korábban Cseb  része volt, 1956 körül vált külön, ekkor 262 lakosa volt.
1966-ban 211, 1977-ben 131, 1992-ben 57, a 2002-es népszámláláskor pedig 45 román lakosa volt.